# 義経紀
『義経紀』（よしつねき）は、2005年12月1日にバンプレストから発売された歴史ゲームソフト。開発はドリームファクトリー。ジャンルはアクションゲーム、対応するハードはPlayStation 2。12歳以上対象。

## 作品解説
小畑健がキャラクターデザインを担当。綺麗で魅力的なキャラクターや画像で話題になった。時代設定は源義経が活躍した平安時代末期から鎌倉時代初期。主人公の義経を操作しながら、仲間と共に魔物や平家と戦い、平安京や平泉、壇ノ浦などを舞台に、様々な剣術を駆使しながら平家滅亡を目指す。

## ストーリー
200年以上の長きにわたって平安の都、京都はこの世の春を謳歌していた。貴族たちは、自分たちの所属する地方の荘園から使い切れないほどの財を集め、都は華美になっていた。地方では農園から新興の武士という階級が勃興してきてはいたが、都は遠い関東のことなど気にも留めず平和を満喫していた。
その頃、都では「平家にあらずは人にあらず」と言われ、平清盛を頭領に仰ぐ平氏は幾つかの策謀をめぐらせ、ライバルである源氏の頭領・源義朝を倒し、武士としてだけでなく貴族としての権力を持ち、平安の都を支配していた。
源氏の流れを持つものは一族郎党、すべて惨殺された。そう、ただ2人を残して……。
生き残った若き頭領・頼朝は遥か遠い伊豆に幽閉され、復讐の機会を奪われていた。
そして、もう1人の生き残りである年若い牛若丸も、自らの出生を知らぬまま鞍馬寺に預けられ、僧となるため日々の修行に勤しんでいたのであった……。

## ゲームシステム
- 各キャラクターごとに借神攻撃や連携必殺技があり、仲間への指示が出来る。
- ゲーム中で手に入れた仏神を曼陀羅に配置することで、攻撃力の強化などさまざまな効果を得ることができる。

## 登場人物

### メインキャラクター
- 源義経（声優：田中敦子）※ステージ3までは牛若丸で、以降は元服するので義経になる
- 静御前（声優：氷上恭子）
- 武蔵坊弁慶（声優：大塚明夫）
- 那須与一（声優：石田彰）
- 伊勢三郎（声優：黒田崇矢）

### その他
- 平清盛（声優：穂積隆信）
- 平国香（声優：納谷六朗）
- 木曽義仲（声優：てらそままさき）
- 巴御前（声優：沢海陽子）
- 平教経（声優：高瀬右光）
- 平維盛（声優：奥田啓人）
- 源頼朝（声優：岸祐二）
- ナレーション（声優：納谷悟朗）